# WSG Wannabe
WSG Wannabe (Coreano: WSG워너비) es un supergrupo de temporada de Corea del Sur formado en el programa de variedades MBC. Hangout with Yoo, y fue una contraparte femenina de MSG Wannabe (que se formó el año anterior). El grupo, que se formó oficialmente el 26 de mayo de 2022, consta de doce miembros (que van desde actrices hasta cantantes e ídolos del K-pop): Yoon Eun-hye, Navi, Lee Bo-ram, Kota (Sunny Hill), Park Jin-joo, Jo Hyun-ah (Urban Zakapa), Sole, Soyeon (Laboum) , Eom Ji-yoon, Kwon Jin-ah, Hynn y Jung Ji-so. El grupo lanzó su álbum debut y canciones el 9 de julio de 2022.

## Miembros

### Gaya-G
- Lee Bo-ram
- Soyeon (Laboum)
- Hynn
- Jung Ji-so

### 4Fire
- Navi
- Sole
- Eom Ji Yoon
- Kwon Jin-ah

### Oasis
- Yoon Eun Hye
- Kota (Sunny Hill)
- Park Jin-joo
- Jo Hyun-ah (Urban Zakapa)

## Discografía

### Sencillos
| Título                                                                  | Año  | Posiciones en Listas | Álbum                         |
| Título                                                                  | Año  | KOR Circle           | Álbum                         |
| ----------------------------------------------------------------------- | ---- | -------------------- | ----------------------------- |
| "You and I" (Park Bom cover) (Covered by Daechungbong)                  | 2022 | 87                   | WSG Wannabe Group Competition |
| "Happy Me" (행복한 나를) (Eco cover) (Covered by Shinsunbong)           | 2022 | 156                  | WSG Wannabe Group Competition |
| "Love's Greeting" (사랑의 인사) (SeeYa cover) (Covered by Birobong)     | 2022 | 125                  | WSG Wannabe Group Competition |
| "Break Away" (Big Mama cover) (Covered by Halmibong)                    | 2022 | 159                  | WSG Wannabe Group Competition |
| "Wonderful Love" (어마어마해) (Momoland cover) (Covered by WSG Wannabe) | 2022 | 72                   | WSG Wannabe 12                |
| "At That Moment" (그때 그 순간 그대로 (그그그)) (Song by Gaya-G)        | 2022 | 1                    | WSG Wannabe 1st Album         |
| "I Missed You" (보고싶었어) (Song by Sa-Fire)                           | 2022 | 2                    | WSG Wannabe 1st Album         |
| "Clink Clink" (Song by Oasiso)                                          | 2022 | 5                    | WSG Wannabe 1st Album         |
| "When I Close My Eyes" (눈을 감으면) (Song by WSG Wannabe)              | 2022 |                      |                               |
| "—" denotes song did not chart.                                         |      |                      |                               |

## Premios
- 23 de julio de 2022; 6 de agosto de 2022: GayaG ganó el primer lugar en Music Core.[8]